# AG2 (和のアルバム)
『AG2』（エージーツー）は、和のセルフカバー・アルバム。2024年11月22日にLILA MUSICから発売された。規格品番はLILA-005。

## 解説
- 『AG』（2013年）以来、11年4カ月ぶりとなるセルフカバー・アルバム。
- 通常盤とスペシャルパッケージ盤でリリースされ、スペシャルパッケージ盤はリリース前までの先行販売だったが、和直筆の収録曲歌詞コード譜（コピー）のダウンロード、ステッカーが特典となっていた。
- ジャケットは和自身がデザインしている。

## 収録曲
| #         | タイトル              | 作詞      | 作曲      | 編曲       | 時間  |
| --------- | --------------------- | --------- | --------- | ---------- | ----- |
| 1.        | 「プラズマ」          | 榊いずみ  | 榊いずみ  | 和・佐藤亙 | 3:58  |
| 2.        | 「ハヤリスタリ」      | 橘いずみ  | 橘いずみ  | 和・佐藤亙 | 3:58  |
| 3.        | 「ゼッケン5」         | 橘いずみ  | 橘いずみ  | 和・佐藤亙 | 6:08  |
| 4.        | 「真空パック嬢」      | 橘いずみ  | 橘いずみ  | 和・佐藤亙 | 4:32  |
| 5.        | 「26- Dec.11th,1968」 | 橘いずみ  | 橘いずみ  | 和・佐藤亙 | 7:00  |
| 6.        | 「LDK」               | 榊いずみ  | 榊いずみ  | 和・佐藤亙 | 4:18  |
| 合計時間: | 合計時間:             | 合計時間: | 合計時間: | 合計時間:  | 29:54 |

## 楽曲解説
1. プラズマ
  - オリジナル収録アルバム『一瞬のまばたきみたいに消えてしまう僕らはきらめき』
2. ハヤリスタリ
  - オリジナル収録アルバム『ごらん、あれがオリオン座だよ』
3. ゼッケン5
  - オリジナル収録アルバム『太陽が見てるから』
4. 真空パック嬢
  - オリジナル収録アルバム『ごらん、あれがオリオン座だよ』
5. 26- Dec.11th,1968
  - オリジナル収録アルバム『ごらん、あれがオリオン座だよ』
6. LDK
  - オリジナル収録アルバム『Family Tree』